# Рейнджервілл (Техас)
Рейнджервілл (англ. Rangerville) — селище (англ. village) в США, в окрузі Камерон штату Техас. Населення — 255 осіб (2020).

## Географія
Рейнджервілл розташований за координатами 26°6′27″ пн. ш. 97°44′12″ зх. д. / 26.10750° пн. ш. 97.73667° зх. д. (26.107445, -97.736637).  За даними Бюро перепису населення США в 2010 році селище мало площу 9,14 км², з яких 9,01 км² — суходіл та 0,14 км² — водойми.

## Демографія
Згідно з переписом 2010 року, у селищі мешкало 289 осіб у 77 домогосподарствах у складі 65 родин. Густота населення становила 32 особи/км².  Було 82 помешкання (9/км²).
Расовий склад населення:
| - 85,8 % — білих - 1,0 % — азіатів - 10,4 % — осіб інших рас |

До двох чи більше рас належало 2,8 %. Частка іспаномовних становила 85,8 % від усіх жителів.
За віковим діапазоном населення розподілялося таким чином: 31,1 % — особи молодші 18 років, 56,1 % — особи у віці 18—64 років, 12,8 % — особи у віці 65 років та старші. Медіана віку мешканця становила 33,2 року. На 100 осіб жіночої статі у селищі припадало 94,0 чоловіків;  на 100 жінок у віці від 18 років та старших — 95,1 чоловіків також старших 18 років.
Цивільне працевлаштоване населення становило 33 особи. Основні галузі зайнятості: освіта, охорона здоров'я та соціальна допомога — 75,8 %, науковці, спеціалісти, менеджери — 24,2 %.